# Michele Giambono

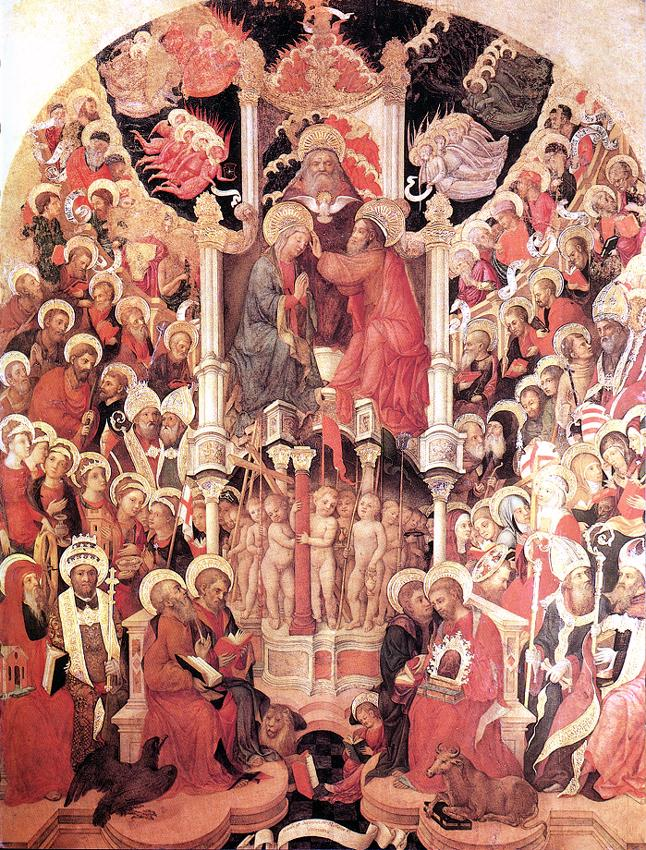
Coronación de la Virgen

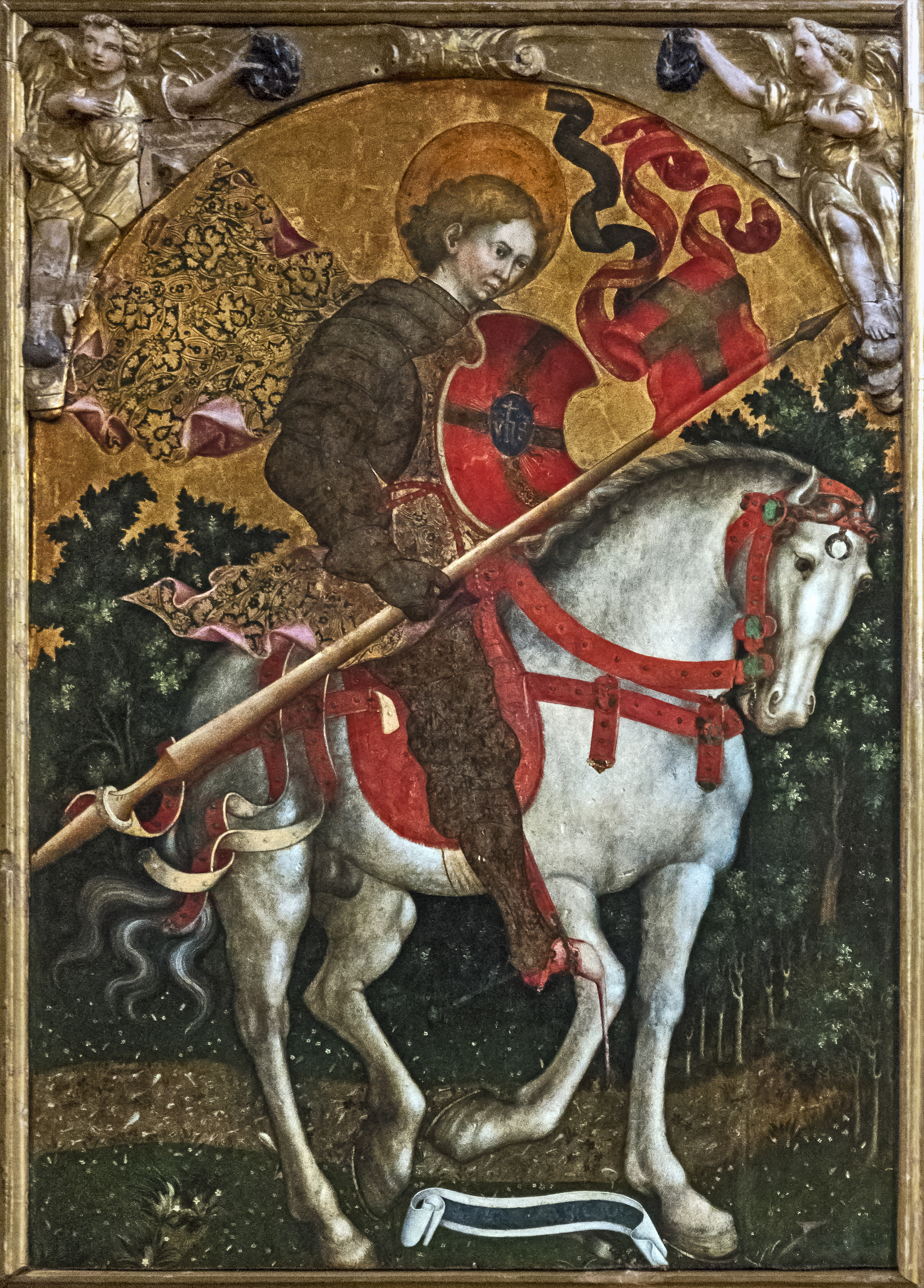
San Crisógono a caballo

Michele di Taddeo di Giovanni Bono, conocido como Michele Giambono (Venecia, c. 1400 - Venecia, 1462), fue un pintor y mosaiquista italiano activo en Venecia en la primera mitad del siglo XV. A veces se le llama también Michele Zambono o Zambone, o Michele Giovanni Boni.

## Biografía
Se formó como artista en el taller de Jacobello del Fiore, el pintor veneciano más importante durante el primer tercio del siglo XV. A pesar de su educación en el avanzado estilo de Jacobello, su manera de pintar es arcaica, siendo sus figuras en gran parte icónicas y fieles a la tradición bizantina que todavía era muy influyente en el ambiente artístico veneciano. Se le puede considerar como uno de los últimos representantes de la escuela gótica, pues parece que no conoció ni se dejó influir por las novedades introducidas en las Marcas y Florencia en el tratamiento y tridimensionalidad de las figuras.
Obra suya son los mosaicos de la Capilla Mascoli en la Basílica de San Marcos de Venecia, representando Escenas de la Vida de la Virgen.

## Obras destacadas
- Cristo redentor (Galería de la Academia de Venecia)
- Santo Obispo (c. 1440, Ashmolean Museum, Oxford)
- San Pedro (c. 1445-50, National Gallery of Art, Washington)
- Coronación de la Virgen (1448, Galería de la Academia de Venecia)
- San Crisógono a caballo (1450, San Trovaso, Venecia). Se representa a san Crisógono como un caballero armado, sobre un caballo.
- Políptico de Santiago (c. 1450, Galería de la Academia de Venecia)
- Virgen con el Niño (c. 1450, Museo Correr, Venecia)
- Virgen con el Niño (c. 1450, Galleria Franchetti, Ca' d'Oro, Venecia)
- Santo leyendo un libro (National Gallery, Londres)
- Verónica (Museos Cívicos de Pavía)